# Jacob Meindert
Le Jacob Meindert (ou SS Jacob Meindert) est un schooner néerlandais, construit en 1952 à la Jadewerft de Wilhelmshaven en Allemagne.
Il navigue essentiellement en Mer Baltique. Son port d'attache est Makkum, petit village de la Frise néerlandaise.

## Histoire
Le navire a commencé sa carrière sous le nom de Landsort comme bateau-tracteur.
Il a été tout de suite repéré par son propriétaire pour ses propriétés de vitesse et de facilité de navigation. De ce fait il a été converti en topsail schoner.
Le Jacob Meindert est renommé pour sa coque et sa vitesse. Il navigue dans les eaux néerlandaises et en mer Baltique en tant que charter.

## Autres caractéristiques
- Coque : acier
- Indicatif : PEYR
- Numéro NMSI : 244006000
- Moteur auxiliaire : DAF, 260 ch
- Croisière : 27 personnes (18 couchettes)
- Voyage de jour : 36 à 40 personnes